# Луїс Кубілья
Луїс Кубілья (ісп. Luis Cubilla, нар. 28 березня 1940, Пайсанду — пом. 3 березня 2013, Асунсьйон) — уругвайський футболіст, що грав на позиції півзахисника. По завершенні ігрової кар'єри — футбольний тренер.
Виступав за уругвайські клуби «Пеньяроль», «Насьйональ» та «Дефенсор Спортінг», вигравши з кожним з них національний чемпіонат, завдяки чому став першим гравцем, що ставав чемпіонам Уругваю з трьома різними командами. Крім того виступав за кордоном в іспанській «Барселоні», аргентинському «Рівер Плейті» та чилійському «Сантьяго Морнінгу», а також грав за національну збірну Уругваю, у складі якої став учасником трьох чемпіонатів світу. Включений IFFHS в список найкращих гравців Південної Америки XX століття на 11-му місці.
Після завершення кар'єри довгі роки працював тренером на високому рівні, ставши за цей час восьмиразовим чемпіоном Парагваю, чемпіоном Уругваю, дворазовим володарем Кубка Лібертадорес, дворазовим переможцем Рекопи Південної Америки, володарем Міжконтинентального кубка, володарем Міжамериканського кубка та Суперкуба Лібертадорес.

## Клубна кар'єра
Народився 28 березня 1940 року в місті Пайсанду. Почав свій шлях у команді рідного міста Пайсанду — «Колон». 1958 року Ель Негро (прізвисько Кубілая) перейшов в столичний «Пеньяроль», одразу ставши стовпом команди. З «Пеньяролем» Кубілья виграв 4 національних чемпіонати, 2 кубки Лібертадорес та Міжконтинентальний кубок. Його досягнення допомогли йому потрапити на чемпіонат світу 1962 в Чилі, де його помітили скаути європейських клубів.
Після світової першості Кубілья перейшов до іспанської «Барселони», де за два сезони став володарем Кубка Іспанії, проте закріпитись в основній команді каталонців не зумів. 

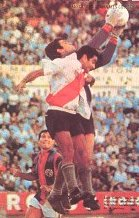
Луїс Кубілья у боротьбі за м'яч під час виступів за «Рівер Плейт»

Влітку 1964 року Кубілья перейшов в аргентинський «Рівер Плейт», де провів наступні чотири з половиною роки, після чого повернувся на батьківщину в іншій уругвайський гранд — «Насьйональ», з яким в першому ж сезоні виграв чемпіонат. На наступні роки столичний клуб з Кубільєю разом з «Насьональ» ще тричі поспіль ставав чемпіоном Уругваю, а 1971 року виграв ще й Кубок Лібертадорес та Міжконтинентальний кубок. 
1975 року Кубілья переїхав до Чилі, де став виступати за клуб «Сантьяго Морнінг», проте вже наступного року повернувся і завершив виступи в Уругваї, в клубі «Дефенсор Спортінг», з яким, несподівано для всіх, виграв ще один національний чемпіонат. Так Кубілья став першим футболістом, який виграв чемпіонат Уругваю з трьома різними командами. Наприкінці сезону 1976 року Луїс завершив ігрову кар'єру і став тренером.

## Виступи за збірну
1959 року дебютував в офіційних матчах у складі національної збірної Уругваю. 
У складі збірної був учасником чемпіонату світу 1962 року у Чилі, де зіграв 2 матчі та забив один гол в першій грі з Колумбією.
1970 року він був покликаний під прапори збірної Хуаном Гохбергом на світовий чемпіонат до Мексики. Там Уругвай дійшов до півфіналу, а Кубілья зіграв у всіх п'яти матчах, забивши один м'яч у півфінналі проти майбутніх чемпіонів бразильців. 
1974 року Кубілья втретє відправився на кубок світу, цього разу на турнір у ФРН, але очікування уругвайців не виправдалися, вони вилетіли ще на груповій стадії, а Кубілья в жодній з двох проведених ігор голів не забив. Після світового форуму «Ель Негро» вирішив завершити свою міжнародну кар'єру.
Всього протягом кар'єри у національній команді, яка тривала 16 років, провів у формі головної команди країни лише 38 матчів, забивши 11 голів.

## Кар'єра тренера
Розпочав тренерську кар'єру невдовзі по завершенні кар'єри гравця, 1979 року, очоливши тренерський штаб парагвайської «Олімпії» (Асунсьйон), де за два роки він завоював Кубок Лібертадорес, Міжконтинентальний кубок, Міжамериканський кубок та чемпіонат Парагваю. 
Після не надто вдалих дій в «Ньюеллс Олд Бойз», 1981 року Кубілья стає тренером у рідному клубі «Пеньяроль», з яким виграв національний чемпіонат 1981 року. 
Проте вже наступного, 1982 року, Кубілья повернувся в «Олімпію», де знову закінчив сезон перемогою в чемпіонаті, а 1983 року з клубом «Атлетіко Насональ» Луїс зайняв третє місце в чемпіонаті Колумбії. 
1984 року Кубілья недовго тренував «Рівер Плейт», але потім він взяв паузу. 1988 року він знову став тренером парагвайської «Олімпії», з якою двічі поспіль виграв національний чемпіонат, а 1990 року взяв Кубок Лібертадорес, Суперкубок Лібертадорес та Рекопу Південної Америки. 
За це того ж 1990 року його визнали найкращим тренером року в Південній Америці та призначають тренером національної збірної Уругваю для роботи на Кубку Америки 1991 року в Чилі. На турнірі уругвайці хоч і не програли жодного матчу і набрали стільки ж очок як і перші дві збірні, проте так і не змогли вийти з групи. Через два роки Кубілья очолював збірну на Кубку Америки 1993 року в Еквадорі, де Уругвай дійшов до чвертьфіналу, де програв в серії пенальті майбутнім бронзовим призерам турніру колумбійцям. 
Після другої невдачі Кубілья залишає збірну Уругваю та «Олімпію» і відправляється в Аргентину, де очолює «Расинг» (Авельянеда). Проте вже наступного року він повернувся в Парагвай і ще 7 років продовжував керувати клубом з Асунсьйона, завоювавши чотири перших місця в чемпіонаті Парагваю та перемігши в Рекопі Південної Америки 2003 року. 
В подальшому очолював аргентинський «Тальєрес», гватемальським «Коммунікасьйонес», кувадорську «Барселону» (Гуаякіль) та перуанський «Колехіо Насьйональ Ікітос», проте в жодному клубі надовго не затримувався і великіх здобутків не досяг.
Останнім місцем тренерської роботи був клуб «Олімпія» (Асунсьйон), команду якого Луїс Кубілья вкотре недовго очолював як головний тренер у 2010 році.
Помер 3 березня 2013 року на 73-му році життя у місті Асунсьйон.

## Титули і досягнення

### Як гравець
- Чемпіон Уругваю (9):

«Пеньяроль»: 1958, 1959, 1960, 1961
«Насьйональ»: 1969, 1970, 1971, 1972
«Дефенсор Спортінг»: 1976
- Володар Кубка Іспанії (1):

«Барселона»: 1962-63
- Володар Кубка Лібертадорес (3):

«Пеньяроль»: 1960, 1961
«Насьйональ»: 1971
- Володар Міжконтинентального кубка (2):

«Пеньяроль»: 1961
«Насьйональ»: 1971
- Володар Міжамериканського кубка (1):

«Насьйональ»: 1972

### Як тренер
- Чемпіон Уругваю (1):

«Пеньяроль»: 1981
- Чемпіон Парагваю (8):

«Олімпія» (Асунсьйон): 1979, 1982, 1988, 1989, 1995, 1997, 1998, 1999
- Володар Кубка Лібертадорес (2):

«Олімпія» (Асунсьйон): 1979, 1990
- Володар Міжамериканського кубка (1):

«Олімпія» (Асунсьйон): 1979
- Володар Міжконтинентального кубка (1):

«Олімпія» (Асунсьйон): 1979
- Переможець Рекопи Південної Америки (2):

«Олімпія» (Асунсьйон): 1991, 2003
- Володар Суперкубка Лібертадорес (1):

«Олімпія» (Асунсьйон): 1990

### Особисті
- Футбольний тренер року в Південній Америці: 1990